# Myrsine juergensenii
Myrsine juergensenii (Mez) Ricketson & Pipoly – gatunek roślin z rodziny pierwiosnkowatych (Primulaceae). Występuje naturalnie w Meksyku, Gwatemali, Hondurasie, Salwadorze, Nikaragui, Kostaryce oraz Panamie. 

## Morfologia
PokrójZimozielone drzewo lub krzew. Dorasta do 1–30 m wysokości.
LiścieBlaszka liściowa jest skórzasta i ma eliptyczny lub lancetowaty kształt. Mierzy 4–14 cm długości oraz 1,5–6,5 cm szerokości, jest całobrzega, ma klinową nasadę i ostry lub tępy wierzchołek. Ogonek liściowy jest nagi i ma 5–15 mm długości.
KwiatyZebrane po 8–11 w pęczkach wyrastających z kątów pędów. Mają działki kielicha o owalnym kształcie i dorastające do 1 mm długości. Płatki są 4, lancetowate i mają 2–3 mm długości.
OwocePestkowce mierzące 3-5 mm średnicy, o elipsoidalnym kształcie.

## Biologia i ekologia
Rośnie w lasach, na wysokości od 800 do 1600 m n.p.m.